# Ctenochira pallipes
Ctenochira pallipes är en stekelart som först beskrevs av Cameron 1909.  Ctenochira pallipes ingår i släktet Ctenochira och familjen brokparasitsteklar. Inga underarter finns listade i Catalogue of Life.